# Vångagylet (Jämshögs socken, Blekinge, 624716-141394)
Vångagylet är en sjö i Olofströms kommun i Blekinge och ingår i Skräbeåns huvudavrinningsområde.